# (13960) 1991 GF8
(13960) 1991 GF8 est un astéroïde de la ceinture principale d'astéroïdes découvert en 1991.

## Description
(13960) 1991 GF8 a été découvert le 8 avril 1991 à l'observatoire de La Silla, au Chili, par Eric Walter Elst.

### Caractéristiques orbitales
L'orbite de cet astéroïde est caractérisée par un demi-grand axe de 2,77 UA, un périhélie de 2,45 UA, une excentricité de 0,12 et une inclinaison de 9,09° par rapport à l'écliptique. Du fait de ces caractéristiques, à savoir un demi-grand axe compris entre 2 et 3,2 UA et un périhélie supérieur à 1,666 UA, il est classé, selon la JPL Small-Body Database, comme objet de la ceinture principale d'astéroïdes.

### Caractéristiques physiques
(13960) 1991 GF8 a une magnitude absolue (H) de 13,7 et un albédo estimé à 0,290.